# Perlesreut
Perlesreut település Németországban, azon belül Bajorországban. Lakosainak száma 2931 fő (2023. december 31.). Perlesreut Fürsteneck, Röhrnbach, Freyung, Ringelai, Grafenau, Saldenburg, Tittling és Witzmannsberg községekkel határos.

## Népesség
A település népessége az elmúlt években az alábbi módon változott:
| Lakosok száma | 593  | 587  | 807  | 2657 | 2686 | 2800 | 2871 | 2879 | 2873 | 2931 |
|               | 1875 | 1900 | 1950 | 1970 | 1987 | 2013 | 2015 | 2017 | 2021 | 2023 |